# Pico de Peñacuerno
El pico de Peñacuerno, con una altitud de 1.379,80 m s. n. m., es la cima más elevada de la sierra de Pradales, y como tal sirve de límite entre las provincias de Burgos y Segovia (Castilla y León), e igualmente su vértice geodésico es el punto donde confluyen los términos municipales de Carabias, Navares de Enmedio y Fuentenebro, segovianos los dos primeros y burgalés el último.
En ambas vertientes e inmediatos a su cima, nacen diversos arroyos tributarios en las cuencas de los ríos Duratón (hacia el sur) y Riaza (hacia norte y este), siendo el más importante por la superficie de su cuenca y longitud el que comienza como arroyo de las Cañadas, en el término de Carabias, y que con el paso de los kilómetros desemboca en el Duratón, aunque ya renombrado como río Ayuso o de la Hoz después de haber recibido diversas denominaciones. En cuanto a los cauces de todos ellos, presentan caudales estacionales al sufrir los rigores del estiaje.

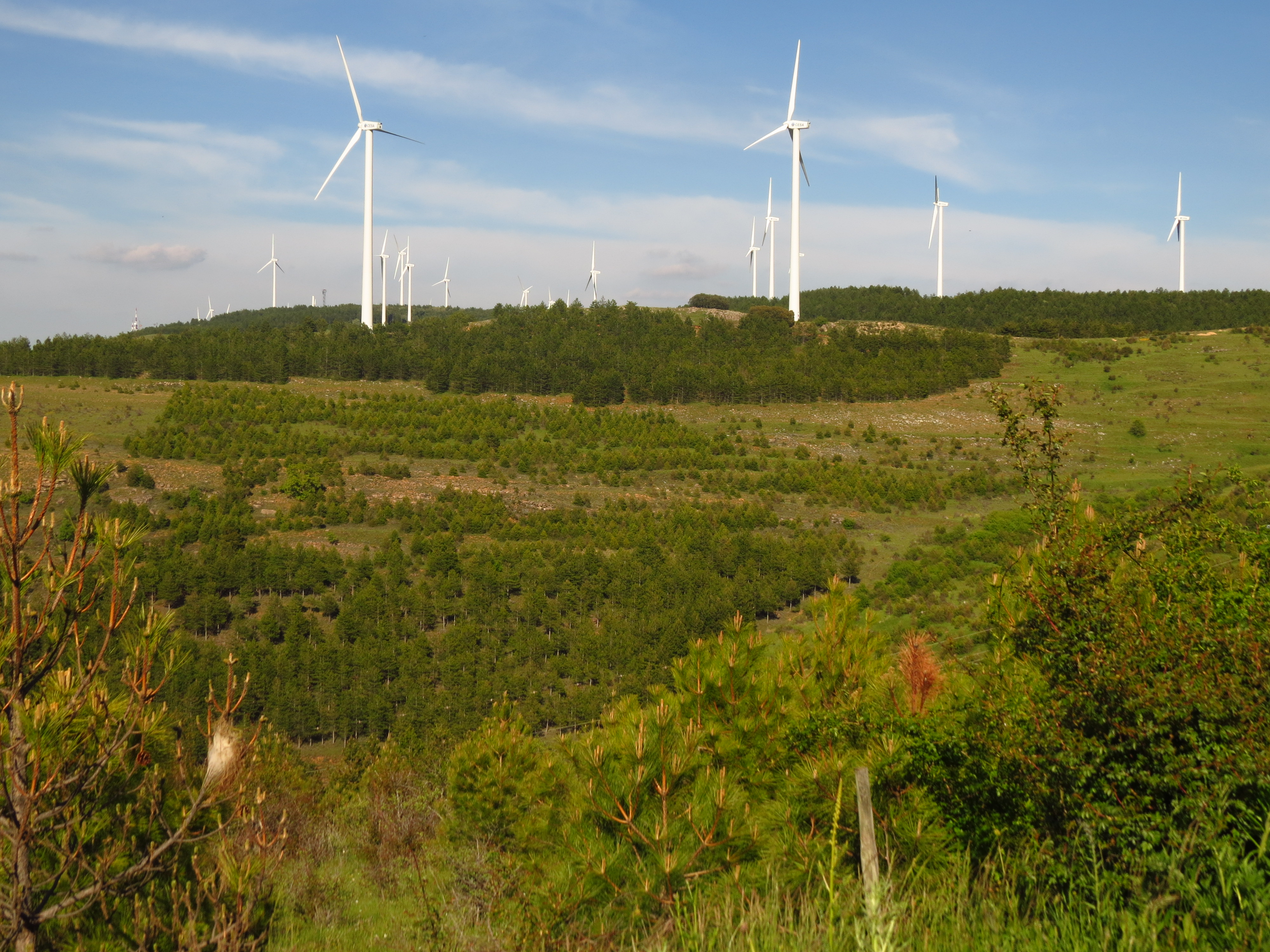
Cordal de la sierra de Pradales en donde se encuentra Peñacuerno y el parque eólico Piedras del Alto.

En el cordal donde se localiza esta máxima elevación de La Serrezuela, se encuentra instalado el parque eólico conocido como Piedras del Alto, cuyos 40 aerogeneradores son operados por la empresa Acciona. 